# Joseph Posenaer

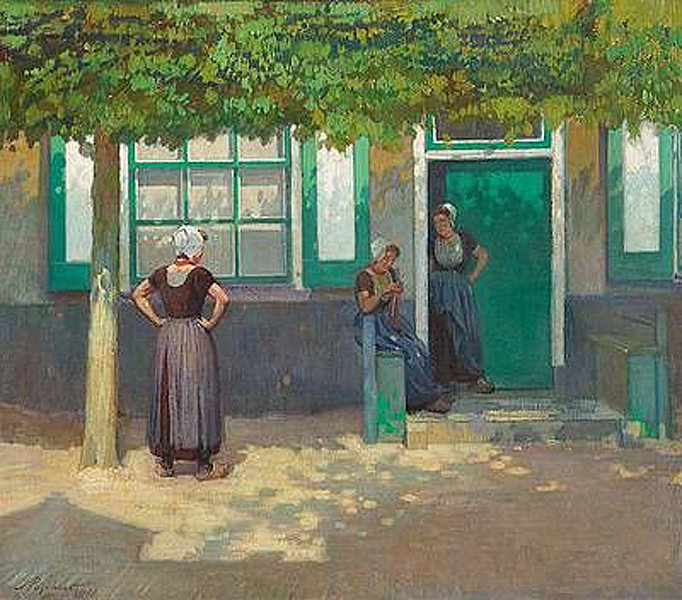
Zeeländer Mädchen unter den Weiden, Domburg

Joseph Posenaer (* 23. November 1876 in Antwerpen; † 29. Januar 1935 im Antwerpener Distrikt Borgerhout) war ein belgischer Genre- und Landschaftsmaler.
Posenaer studierte an der Académie royale des beaux-arts d’Anvers bei Jean-Baptiste Michiels und Frans Lauwers, danach setzte er das Studium im Antwerpener Institut supérieur fort.
Er begann seine künstlerische Karriere 1899 mit dem Gewinn des Nicaise-De-Keyser-Preises. 1901 gewann er dank dem Gemälde „Troost der Bedrukten“ den Preis der Stadt Antwerpen sowie den Preis von Rom, der ihm einen Aufenthalt in Italien ermöglichte. Er besuchte auch Nordafrika.